# Anafora (środek stylistyczny)
Anafora (gr. ἀναφορά anaphorá „podniesienie”), także epanafora (gr. ἐπαναφορά epanaphorá) – celowe powtórzenie tego samego słowa lub zwrotu na początku kolejnych segmentów wypowiedzi. Stosowana jest w poezji i oratorstwie, szczególnie często w krótkich utworach
Na przykład:
Szybko, zbudź się, szybko, wstawaj.
Szybko, szybko, stygnie kawa! 
Szybko, zęby myj i ręce! (...)
(Danuta Wawiłow – Szybko)
lub 
To ja, Kasandra.
A to jest moje miasto pod popiołem,
A to jest moja laska i wstążki prorockie,
A to jest moja głowa pełna wątpliwości.
(Wisława Szymborska – Monolog dla Kasandry)
Ten środek stylistyczny szczególnie popularny był w poezji barokowej. Dobrym przykładem jest wiersz Do Anny Daniela Naborowskiego:
Z czasem wszytko przemija, z czasem bieżą lata,
Z czasem państw koniec idzie, z czasem tego świata.
Za czasem stawa dowcip i rozum niszczeje,
Z czasem gładkość, uroda, udatność wiotszeje.
Z czasem kwitnące łąki krasy ostradają,
Z czasem drewa zielone z liścia opadają.
Z czasem burdy ustają, z czasem krwawe boje,
Z czasem żal i serdeczne z czasem niepokoje.
Z czasem noc dniowi, dzień zaś nocy ustępuje,
Czasowi zgoła wszytko na świecie hołduje.
Szczyra miłość ku tobie, Anno, me kochanie,
Wszytkim czasom na despekt nigdy nie ustanie.
Długie akapity zorganizowane anaforą występują w poemacie Edison czeskiego poety Vítězslava Nezvala.